# Legió I Macriana Liberatrix
La Legió I Macriana Liberatrix («alliberadora de Macre») va ser una legió romana reclutada a l'Àfrica pel governador Luci Clodi Macre l'any 68. No se sap quin era l'emblema de la legió.
La intenció era que aquesta legió s'unís a les forces de la Legió III Augusta a favor de la rebel·lió de Galba, llavors governador de la Hispania Tarraconensis, contra l'emperador Neró. Després del triomf final de Galba, aquest va desconfiar de Macre, que va ordenar al procurador Treboni Garucià que el matés l'any 69, l'any dels quatre emperadors, i la I Macriana Liberatrix va ser dissolta sense haver entrat en combat.